# Paul Tighe
Paul Desmond Tighe (Navan, 12 febbraio 1958) è un vescovo cattolico irlandese, dal 28 ottobre 2022 segretario del Dicastero per la cultura e l'educazione, sezione per la cultura.

## Biografia
Paul Tighe è nato a Navan, nella contea di Meath, il 12 febbraio 1958.

### Formazione e ministero sacerdotale
Nel 1979 ha conseguito un Bachelor of Civil Law in giurisprudenza presso lo University College Dublin. Dopo aver studiato per il sacerdozio presso l'Holy Cross College di Clonliffe e presso il Pontificio Collegio Irlandese a Roma, è stato ordinato presbitero per l'arcidiocesi di Dublino nella chiesa di san Lorenzo O'Toole di Kilmacud il 10 luglio 1983 dal vescovo Brendan Oliver Comiskey. Il suo primo incarico è stato di cappellano della parrocchia e insegnante a Ballyfermot. In seguito, ha continuato a studiare teologia morale presso la Pontificia Università Gregoriana a Roma. Dal 1990 è stato docente di teologia morale preso il Mater Dei Institute of Education di Dublino; nel 2000 è stato nominato capo del dipartimento di teologia dell'istituto.
Nel 2004, è stato nominato direttore dell'ufficio comunicazioni dell'arcidiocesi di Dublino. Ha istituito l'ufficio per gli affari pubblici, che aiuta la comunicazione tra le diocesi, il governo, gli enti pubblici e le organizzazioni non governative in Irlanda e in Europa.
Il 30 novembre 2007 papa Benedetto XVI lo ha nominato segretario del Pontificio consiglio delle comunicazioni sociali. Come segretario, monsignor Tighe ha assunto il ruolo di vice del presidente del dicastero, l'arcivescovo Claudio Maria Celli. Accogliendo con favore la notizia della nomina, l'arcivescovo di Dublino, Diarmuid Martin, ha detto: "Mons Tighe è un sacerdote di grande competenza e sono felice che ora avrà la possibilità di mettere il suo talento al servizio della Chiesa universale. Lo ringrazio per il servizio che ha dato all'Arcidiocesi di Dublino e gli auguro ogni successo."
Monsignor Paul Tighe, ha dichiarato: "Questa nomina è giunta come una sorpresa per me. La comunicazione del Vangelo deve essere al centro del ministero di un sacerdote e sono lieto di essere stato invitato a lavorare nel Consiglio che ha il mandato di sfruttare il potenziale dei media - nuovi e vecchi - come mezzo di evangelizzazione. Non vedo l'ora di servire il papa Benedetto XVI nella sua missione."
Nel suo libro La sfida per la Chiesa in una cultura digitale, mons. Tighe ha scritto: "l'accoglienza sociale generalizzata e acritica dei capisaldi del relativismo trova particolare espressione nel mondo digitale in cui l'enorme volume di informazioni e di opinioni, in gran parte contraddittori, può portare a una quasi rassegnata accettazione che non ha senso parlare di verità e di oggettività. Di fronte a tanta asserzione, argomento e argomento contrario, è difficile decidere dove risiede la vera autorità e competenza".
Il 9 luglio 2014 è stato nominato segretario del Comitato per la riforma dei media del Vaticano, organismo che ha portato all'istituzione, il 27 giugno 2015, della Segreteria per la comunicazione.
Il 23 aprile 2015 è stato nominato membro del Comitato dei media del Vaticano.

### Ministero episcopale
Il 19 dicembre 2015 papa Francesco lo ha nominato segretario aggiunto del Pontificio consiglio della cultura e vescovo titolare di Drivasto. Il 27 febbraio 2016 ha ricevuto l'ordinazione episcopale, all'altare della Cattedra nella basilica di San Pietro in Vaticano, dal cardinale Pietro Parolin, co-consacranti il cardinale Gianfranco Ravasi e l'arcivescovo Claudio Maria Celli.
Lo stesso papa lo ha nominato segretario del medesimo dicastero, il 28 ottobre 2017, e segretario del Dicastero per la cultura e l'educazione, il 28 ottobre 2022.

## Genealogia episcopale
La genealogia episcopale è:
- Cardinale Scipione Rebiba
- Cardinale Giulio Antonio Santori
- Cardinale Girolamo Bernerio, O.P.
- Arcivescovo Galeazzo Sanvitale
- Cardinale Ludovico Ludovisi
- Cardinale Luigi Caetani
- Cardinale Ulderico Carpegna
- Cardinale Paluzzo Paluzzi Altieri degli Albertoni
- Papa Benedetto XIII
- Papa Benedetto XIV
- Papa Clemente XIII
- Cardinale Bernardino Giraud
- Cardinale Alessandro Mattei
- Cardinale Pietro Francesco Galleffi
- Cardinale Giacomo Filippo Fransoni
- Cardinale Antonio Saverio De Luca
- Arcivescovo Gregor Leonhard Andreas von Scherr, O.S.B.
- Arcivescovo Friedrich von Schreiber
- Arcivescovo Franz Joseph von Stein
- Arcivescovo Joseph von Schork
- Vescovo Ferdinand von Schlör
- Arcivescovo Johann Jakob von Hauck
- Vescovo Ludwig Sebastian
- Cardinale Joseph Wendel
- Arcivescovo Josef Schneider
- Vescovo Josef Stangl
- Papa Benedetto XVI
- Cardinale Pietro Parolin
- Vescovo Paul Tighe